# Arnoul III de Looz
Pour les articles homonymes, voir Arnoul III et Arnoul.
Arnoul III de Looz, mort en 1221, est comte de Rieneck de 1216 à 1221 et comte de Looz de 1218 à 1221. Il est le fils de Gérard II, comte de Looz, et d'Adélaïde de Gueldre.

## Biographie
Il épouse en 1206 Adélaïde de Brabant (1190 † 1265), fille d'Henri Ier, duc de Brabant et de Mathilde de Boulogne ou d'Alsace. 
En 1205, le couple a une fille: Jeanne dite de Fléron de Looz. 
De 1207 à 1214, il est retenu en otage en Angleterre, pour garantir les engagements de son frère Louis II et de sa belle-sœur Ada de Hollande à renoncer au comté de Hollande. 
En 1216, Gérard, un de ses frères, meurt, laissant des enfants trop jeunes pour diriger le comté, et Arnoul devint comte de Reineck. En 1218, le comte de Loos Louis II décède, ce décès mystérieux suivi quelques jours plus tard de celui de l'héritier Henri, son frère ancien chanoine et prêtre défroqué. Arnoul hérite du comté de Looz. Il fait de nombreuses donations et fondations pieuses au cours de sa vie.
Il meurt sans fils en 1221, le fils aîné de son frère Gérard lui succède à la tête du comté. Sa veuve se remarie le 3 février 1225 avec Guillaume X de Clermont (1195-1247), comte d'Auvergne.

## Source
- Foudation for Medieval Genealogy : Lower Lotharingian nobility.
- J-J. Thonissen, « Arnoul III », Académie royale de Belgique, Biographie nationale, vol. 1, Bruxelles, 1866 [détail des éditions], p. 450-451.